# Rio Izolina
Der Rio Izolina ist ein etwa 73 km langer rechter Nebenfluss des Rio Guarani im Süden des brasilianischen Bundesstaats Paraná.

## Geografie

### Lage
Das Einzugsgebiet des Rio Izolina befindet sich auf dem Terceiro Planalto Paranaense (Dritte oder Guarapuava-Hochebene von Paraná).

### Verlauf
Sein Quellgebiet liegt im Munizip Guaraniaçu auf 821 m Meereshöhe etwa 2 km südöstlich des Hauptorts an der BR-277 und der Estrada de Ferro Paraná Oeste.
Der Fluss verläuft in südwestlicher Richtung. Nach etwa 10 km erreicht er die Grenze zum Munizip Ibema und bildet ab hier die westliche Grenze des Munizips Guaraniaçu, zunächst zum Munizip Ibema und dann zum Munizip Catanduvas. Er mündet auf 384 m Höhe von rechts in den rechten Iguaçu-Nebenfluss Rio Guarani. Er ist etwa 73 km lang.

### Munizipien im Einzugsgebiet
Am Rio Izolina liegen die drei Munizipien 
- Guaraniaçu
- Ibema
- Catanduvas.